# Tamsin Rigold
Tamsin Rigold (1 de enero de 1980) es una deportista neozelandesa que compitió en judo. Ganó tres medallas en el Campeonato de Oceanía de Judo en los años 2002 y 2004.

## Palmarés internacional
| Campeonato de Oceanía | Campeonato de Oceanía      | Campeonato de Oceanía | Campeonato de Oceanía |
| Año                   | Lugar                      | Medalla               | Categoría             |
| --------------------- | -------------------------- | --------------------- | --------------------- |
| 2002                  | Wellington (Nueva Zelanda) | Medalla de oro        | Abierta               |
| 2004                  | Numea (Francia)            | Medalla de plata      | –63 kg                |
| 2004                  | Numea (Francia)            | Medalla de bronce     | Abierta               |